# Fila (przedsiębiorstwo)

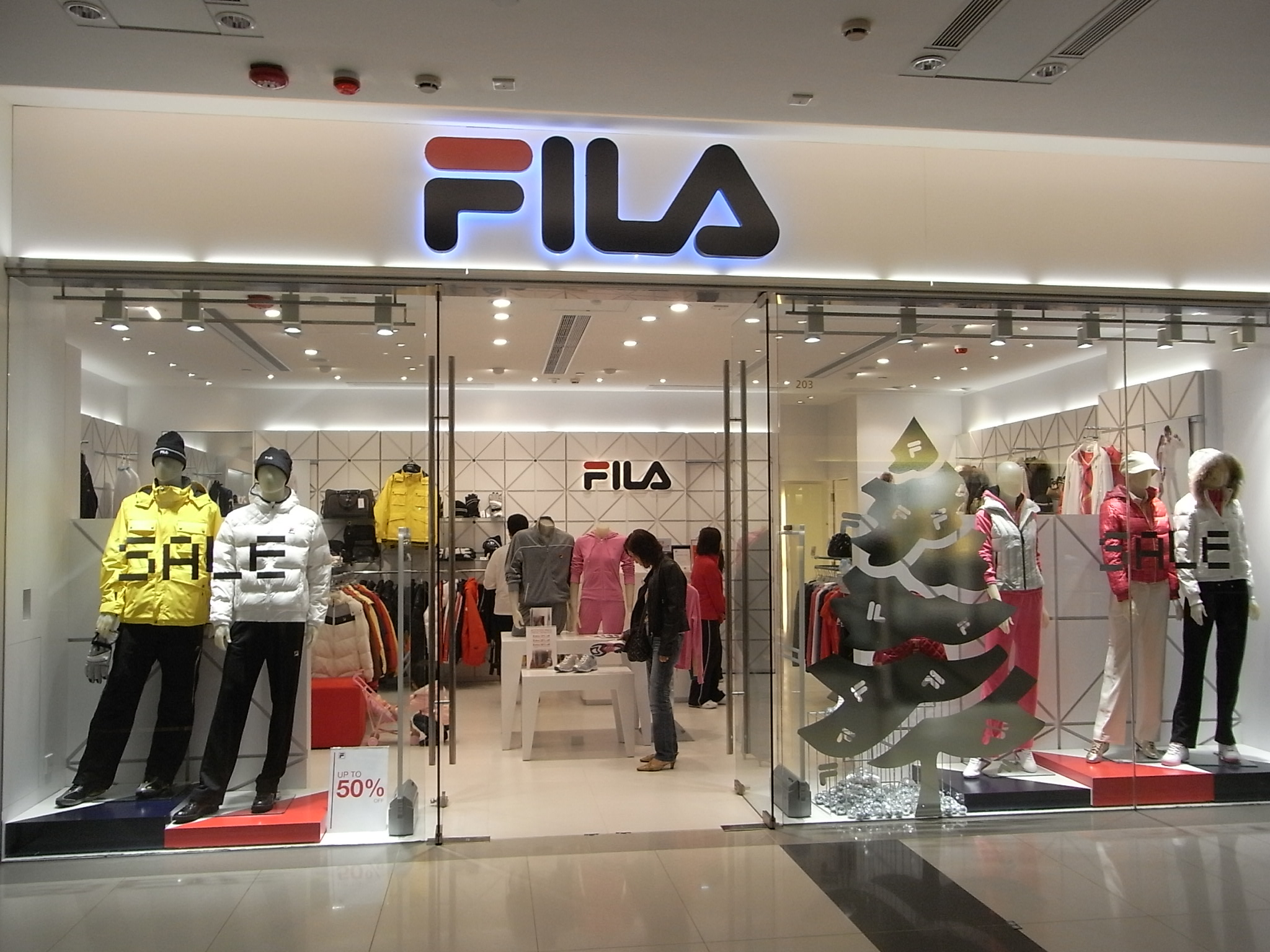
Sklep marki Fila w Hongkongu

Fila – firma produkująca odzież sportową, założona w 1911 roku we Włoszech. Od 2007 zarządzana przez Yoon-Soo Yoon z siedzibą główną w Korei Południowej. Początkowo firma zajmowała się produkcją sprzętu i odzieży tylko dla alpinistów, jednak obecnie wytwarza akcesoria sportowe dla mężczyzn, kobiet i dzieci.
Przełomowe momenty marki Fila:
- 1923 rok – działalność marki rozprzestrzenia się na całe Włochy.
- 1968 rok – Fila nawiązuje współpracę ze znanym projektantem Enrikiem Fracheyem. Bazując na swojej wiedzy i doświadczeniu, Enrico Frachey projektuje profesjonalną odzież dla alpinistów i tenisistów.
- 1973 rok – Fila nawiązuje współpracę ze szwedzkim tenisistą – Björnem Borgiem, który w ubraniu od tej marki zdobywa najlepsze wyniki podczas Wimbledonu.
- 1986 rok – Reihnold Messner zdobywa Mount Everest w ubraniu marki Fila.
- 2007 rok – Fila zmienia swą siedzibę, a tym samym przenosi się do Korei Południowej. Nowym prezesem zostaje Yoon-Soo Yoon.

## Sponsorowani
Fila jest sponsorem sportowców w różnych dziedzinach.

### Narciarstwo alpejskie
- Alberto Tomba

### Koszykówka
- Michael Green
- Grant Hill
- Jerry Stackhouse

### Baseball
- Barry Bonds

### Piłka nożna
- Busan I'Park

### Golf
- Tom Watson

### Wspinaczka górska
- Reinhold Messner

### E-sport
- SK Telecom T1

### Tenis
| - Björn Borg - Monica Seles - Boris Becker - Kim Clijsters - Ashleigh Barty - Swietłana Kuzniecowa - Marin Čilić - Karolína Plíšková - Mark Philippoussis - Jelena Janković |  | - Ágnes Szávay - Rainer Schüttler - Janko Tipsarević - Tetiana Perebyjnis - Andreas Seppi - Akiko Morigami - Lars Burgsmüller - Thierry Ascione - Steve Krulevitz |